# Pedro Cateriano

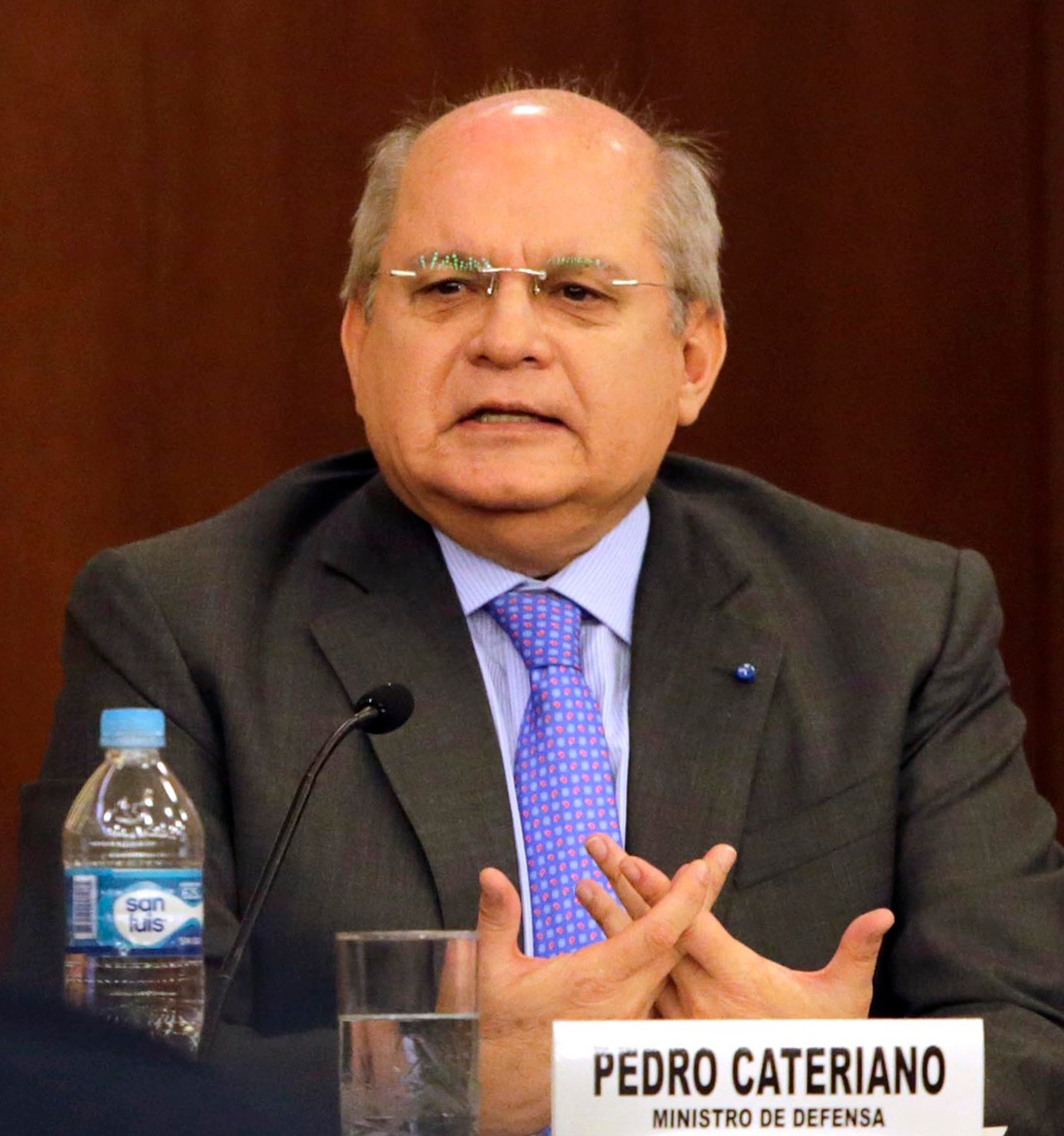
Pedro Cateriano

Pedro Álvaro Cateriano Bellido (* 26. Juni 1958 in Lima, Peru) ist ein peruanischer Politiker der Partido Nacionalista Peruano.

## Leben
Cateriano studierte Rechtswissenschaften an der Päpstlichen Katholischen Universität von Peru und an der Universität Complutense Madrid. Cateriano ist als Rechtsanwalt in Peru tätig. Von 1990 bis 1992 war er Abgeordneter im Kongress der Republik Peru. Vom 24. Juli 2012 bis 2. April 2015 war Cateriano als Nachfolger von Jose Urquizo Maggia Peruanischer Verteidigungsminister. Als Nachfolger von Ana Jara war Cateriano von 2. April 2015 bis 28. Juli 2016 Premierminister. Seit dem 15. Juli 2020 amtierte er erneut als Premierminister. Am 3. August 2020, weniger als drei Wochen später, verweigerte der Kongress der Republik Peru Cateriano und seinem neuen Kabinett die Zustimmung, wodurch dieses zurücktreten musste.